# Melanophryniscus dorsalis
Melanophryniscus dorsalis es una especie de anfibios de la familia Bufonidae.
Habita en 3 parches, separados entre sí por cientos de kilómetros de territorios donde la especie no se encontraría: 
- En dunas costeras marinas del sur de Brasil, en la zona limítrofe entre el estado de Santa Catarina y el estado de Río Grande del Sur
- En la isla Marinheiros, al sur de Río Grande del Sur,
- En el sur de la provincia de Misiones, en el nordeste de la Argentina.[1]

Su hábitat natural incluye zonas de arbustos, marismas intermitentes de agua dulce y playas de arena. Está amenazada de extinción.